# Външна политика на Иран
Външната политика на Иран
Ролята на Иран не се ограничава до мюсюлманския свят. Според руски политолог Раджаб Сафаров, Иран е лидер на Движението на необвързаните страни, като провежда политика срещу САЩ.
В първото си публично обръщение, след победата Ахмадинеджад заявява, че иска да се изгради „примерно ислямско общество“, „образцов и могъща ислямска държава.“
Във външната политика Ахмадинеджад обещава да спре установяването на сътрудничество със Съединените американски щати. Иранското външно министерство разкритикува за отстъпките Запада, особено по отношение на ядрената си програма. Ахмадинеджад е твърд поддръжник за продължаване на обогатяването на урана със собствени сили.
В тази връзка можем да отбележим, че консервативните идеи са силни, както никога, а ядрената програма на страната се превръща в национална идея. Така че, при новия президент позицията на Иран по време на преговорите с ЕС и МААЕ може да стане още по-неотстъпчива.
На първата си пресконференция на 26 юни новият президент на Иран заяви, че Иран ще продължи развитието на националната ядрена програма, защото страната се нуждае от ядрена технология за производство на енергия, за медицински и селскостопански цели и научен прогрес. Въпреки това, президентът е готов да продължи преговорите по ядрената си програма с европейската „тройка“ (Германия, Франция, Обединеното кралство), при условие признаването на правото на Иран да използва ядрена енергия.
Геополитически роля на Иран
Иран се стреми да поеме лидерска роля сред мюсюлманските страни и сред другите световни сили.
Към днешна дата Иранската геополитика засяга много важни въпроси на международната политика.
Много експерти по въпросите на Иран твърдят, че страната може да се превърне в едно от най-големите предизвикателства пред регионалната и глобалната сигурност. По-долу са представени основни фактори на геополитическите амбиции на Иран:
• ориентация на по-голямата част от елита и обществото, за да се сдобие с ядрено оръжие;
• проявяващото се в миналото нежелание за сътрудничество с МААЕ, дезинформирането на международната общност за наличието на ядрена програма;
• подкрепа за редица организации, признати като терористични, открита анти – израелска политика;
• активна подкрепа за шиитските групи в съседни страни, за привличане на привърженици на шиитския ислям;
• запазване на фундаментални елементи във вътрешната структура;
• желание за регионално лидерство и ограничено присъствие в района на глобалните играчи;
• цялостната ситуация в региона, където Иран е заобиколен от страни, които са на ръба на колапс и вътрешна трансформация.
От това как ще се решат всички тези противоречия зависи до голяма степен това как ще се развива в бъдеще цялата система на международните отношения.
Раджаб Сафаров твърди, че Запада, воден от САЩ провежда политика за изолиране на Иран. Въпреки това, тази политика не е успешна. Провелата се през месец август 2012 г. в Техеран среща на върха на Движението на необвързаните показва, че Иран не само, че не е в изолация, а се е превърнал в лидер на Движението необвързаните страни, което обединява 120 държави. Така, според Сафаров, Иран се е присъединил към втората международна структура след ООН.
Като народи, които живеят близко един от друг, арменците и иранците имат дълга история на отношенията, които започват от историята на древния свят. Армения е била част от големите ирански империи: Ахеменидска, Парфянска, Сасанидска и Сафевидска. През 387 година, Рим и Сасанидски Иран разделят Армения. През 451 година е била проведена битка между арменците и Сасанидската армия. През XVI – XVII век, Османската и Персийската империя са се борили за контрол над Армения. В началото на XIX век, Източна Армения преминава от Иран към Руската империя. След като Армения получава независимост през 1991 г. между двете държави са установени дипломатически отношения.
Съвременни отношения
В Иран живеят около 500 000 арменци. В условията на блокадата на границите на Армения с Турция и Азербайджан, както и нестабилната арменско-грузинска граница, късата граница с Иран има голямо значение за Армения. Действаща железопътна линия между Армения и Иран няма. Има проекти и преговори за нейното изграждане.
През май 2004 г. беше подписан основния договор за изграждането на газопровод Иран-Армения. На 19 март 2007 г. имаше официалното откриване на газопровода в присъствието на президента на Армения Роберт Кочарян и президента на Иран Махмуд Ахмадинежад. Веднага след откриването се обсъди възможността за изграждане на втора линия на газопровода. По време на първия етап, Иран трябва да доставя на Армения 1100 милиона м ³ природен газ годишно, а от 2019 г. – по 2,3 млрд. Договорът е сключен за срок от 20 години. Стойността на проекта се оценява на 200 – 250 милиона долара. Първият етап предвижда изграждането на 100 км от газопровода на иранска територия и 41 км на арменска (Мегри-Каджаран). През втория етап ще бъде изграден газопровод Каджаран-Сисиан-Джермук-Арарат.
Газът ще се доставя на ТЕЦ „Раздан“. Условията за доставка са бартерни – Армения ще трябва да осигури доставка за Иран 3 кВт.ч. на електроенергия за всеки кубически метър от получения газ. „Газпром“, използвайки контрола си над "„Армросгазпромом“, има за цел не само да се увеличи цената на руския газ, но също така и да ограничи доставките от Иран само до обемите, които са необходими за ТЕЦ „Раздан“.
Сътрудничеството на Иран с африканските страни
Иран търси нови съюзници във времето, в което международната общност усилва неговата политическа и икономическа изолация. Тази изолация се проявява в затягането на икономическите санкции и ембарго на ЕС върху петрола, наложено след като ИРИ/Ислямска Република Иран/ отказа да отговоря на въпросите за ядрената си програма.
Новите съюзници, намерени от Техеран в Латинска Америка отразяват дипломатическите усилия на президента на Иран, насочени към поддържане на връзките на ИРИ с международната общност. Едновременно с нарастването на сътрудничеството с държавите от Латинска Америка, което за известно време се е намирало в центъра на общественото съсредоточено внимание, първите лица на Иран посещават и африканските страни, с обещание за увеличаване на стокооборота и инвестиции в различни проекти. Иран усвоява нови пазари и залага на развитието на отношенията с африканските държави. Особен интерес за Иран, представлява сътрудничеството в икономическата сфера.
По време на посещението си в Буркина Фасо, Гана и Того, Манушер Мотаки, който по това време е заемал поста – министър на външните работи на Иран отбелязва, че народите по света вече не искат да се подчиняват на „несправедливата система“. Лидерите на африканските държави излизат с изявления за отношението си към дипломатическите стъпки на Иран, предприети в африканска насока. По време на априлската визита на Ахмадинеджад в Харар, премиер-министъра Цвангирай нарече тази визита „колосален политически скандал“. Представители на неговото Движение за демократични промени също коментират, че Ахмадинеджад „... спечели репутацията на подстрекател към война, нарушител на правата на човека, палач на другомислещи и на лидер със съмнителна легитимност“.
Помощ за Африка
Дейността на Иран в Африка включва обещания да се построят заводи и да се започне реализирането на нови проекти в различни африкански страни:
1. Проекти за доставки на нефт и вода в Кения.
2. Създаване на съвместна Ирано-Зимбабвийска инвестиционна компания.
3. Изграждане на заводи за производство на цимент и асфалт на Коморските острови.
4. Изграждане на нефтопреработвателен завод, завод за сглобяване на трактори и фабрика за производство на консерви от говеждо месо в Уганда.
5. Разширяване /увеличаване/ на 120 милионния кредит от иранската банка за Развитие на износа за закупуване на ирански трактори за Сенегал.
6. Строителството на първия център за диализа в Сиера Леоне.
Освен това, през 2010 г.в Техеран, се проведе Ирано-африкански форум, предназначен за разширяване на икономическото и политическото сътрудничество, в който взеха участие представители на повече от четиридесет африкански държави.
Някои от тези проекти не са били завършени или дори започнати. Признаците на разочарование на африканските държави от техния съюзник ясно се виждат вече по това, че 20 държави са заплашили да затворят посолствата си в Техеран в отговор на това, което те наричат неспособност на Ахмадинеджад да изпълни обещанията, дадени по време на посещенията си в Африка.
Примери за ирано – африкански проекти
Мали – ВЕЦ
През юни 2007 г., по време на посещението си в Иран, президентът на Мали Амаду Тумани Туре помоли иранския си колега да помогне в изграждането на язовири и ВЕЦ в Мали. Иранците сериозно се отнесоха към този проект. Една година по-късно, през април 2008 г., Техеран обяви, че увеличава финансирането на проекта на 120 милиона евро. Тези пари трябваше да бъдат управлявани от Банка Садерат. По това време, банката вече е подложена на санкции от САЩ (нейните активи във Великобритания бяха замразени по-късно през 2010 г.). Строителните работи трябваше да продължат 4 години, а гарант за защита срещу рисковете беше иранския фонд. През март 2009 г., министърът на външните работи на Иран Мотаки отново изрази подкрепата на иранската страна към проектите за изграждане на ВЕЦ. Въпреки това, по време на среща на парламентаристи от Мали с представители от консулството на Иран, за статута на проекта не беше казана нито дума.
Сенегал – нефтопреработвателен завод
Наричали са Сенегал „иранската врата към Африка“. Износът за Сенегал през 2009 г. се оценява на 6 милиона долара и надвишава обема на стокооборота на Иран с всички африкански страни, взети заедно.
Отношенията на Иран със Сенегал са укрепнали по време на престоя на Ахмадинеджад на поста президент на ИРИ. Иран е изградил в африканската република химически завод и завод за сглобяване на автомобили. Резултат от близките отношения с Иран стана гласуването на сенегалската делегация в ООН срещу резолюциите, осъждащи Иран за нарушенията на човешките права. Към днешна дата, най-амбициозният проект на Иран в Сенегал е изграждането на завод за преработка на суров петрол. Реализирането на този проект може да има благоприятен ефект върху икономиката на Сенегал и да превърне републиката в износител на петрол.
Иран представя идеята за изграждане на завода през лятото на 2007 г., но до 2010 г., страните все още водят преговори за реализирането на проекта. През втората половина на 2010 г., ирано-сенегалските отношения се влошават. Това се случва, след като в Нигерия е задържана партида на оръжие, което се твърди, че е предназначено за Сенегал. Мотаки отива в Сенегал за да преговаря с официални лица на републиката, но по време на това пътуване е отстранен от длъжност от президента на Иран. В резултат на инцидента, Сенегал понижава нивото на дипломатическите си отношения с Иран и отзовава посланика си от Техеран. Отношенията между двете страни се подобряват, само след като назначения на поста министър на външните работи на Иран Али Акбар Салехи посещава с визита Дакар и предлага на сенегалците помощ в размер на 200 милиона долара.
На 23 февруари 2011 г., Министерството на външните работи на Сенегал излезе с изявление, в което се посочва, че с оръжието, което Иран е доставял на бунтовниците на Казаманс са убити сенегалски войници. В резултат на този инцидент, Сенегал къса дипломатическите отношения с Иран.
Судан
Иран има трайни дипломатически отношения със Судан и си сътрудничи с него във военната сфера. Отношенията между двете страни се развиват постоянно от 1989 г., когато на власт в африканската република идва Омар ал-Башир. От 80-те години на миналия век Иран, по-специално КСИР, активно сътрудничи със суданците. По това време е построен иранския културен център в Хартум. Иранската опозиция заявява, че групите на КСИР, базирани в Судан оказват подкрепа на суданската армия по време на бойните действия в Дарфур. Освен това, иранската компания, разположена в Дъблин е нарушила ембаргото на Съвета за сигурност на ООН върху доставките на оръжие за Дарфур и е продала на суданските военни апаратура за следене /наблюдение/, използвана в БЛА.
През 2009 г., комисията на ООН в Адис Абеба, на която е възложено да следи за спазването на ембарго върху доставка на оръжие в Дарфур, в своя доклад потвърди, че споменатата иранска компания, наистина е доставила на суданците видеоапаратура за безпилотни летателни апарати /БЛА/, предназначена за проследяване на обекти в Дарфур. Оборудването, озаглавено „Flash Back 2", което е попаднало при суданците е било произведено от британската компания Ovation Systems и е продадено на компанията Mousaei Product Company в ОАЕ. В резултат на разследването на комисията на ООН се изяснява, че Mousaei Product е подставено предприятие. В действителност, апаратурата е купувана от Millennuim Product Company, регистрирана в ОАЕ, директорът и мениджърът по продажби на която са граждани на Иран.
Освен това, според доклада на Базата на статистическите данни на ООН за търговията със стоки, 96% от стрелковото оръжие, лекото въоръжение и боеприпасите, които са изнасяни за Судан през 1992 – 2005 г. (на стойност над 70 милиона долара), са били доставени от Иран и Китай.
През септември 2008 г., група бунтовници от Движението за освобождаване на Судан е свалила в Дарфур безпилотен самолет. Това е бил Ababil -111, произведен от иранците и способен да носи бомба с тегло до 100 кг. Организацията за защита на правата на човека Human Rights First заяви, че Иран доставя оръжия за Судан, въпреки оръжейното ембарго на ООН от 2004 година. В доклада на организацията се отбелязва, че Иран „е продала на Судан оръжия за повече от 12 милиона долара, включително е доставила танкове на стойност около 8 милиона долара“.
През 2008 г. министърът на отбраната на ИРИ Мостафа Мохамед Наджар се срещна с главата на парламента на Судан и по време на тази среща заяви, че е много доволен от нивото на военното сътрудничество с африканската република, и че взоимодействието във военната сфера допринесе за укрепването на отношенията между двете страни. По време на визитата, Наджар подписа споразумение за военно сътрудничество между Иран и Судан. Освен това, през 2006 г., върховният лидер на Иран аятолах Али Хаменеи, на среща с президента на Судан заяви, че Иран е готов да предаде своите ядрени технологии на съседните страни, в частност на Судан.
В продължение на много години, иранските власти са подкрепяли суданското правителство по въпроса за Дарфур. Иран разкритикува Международния наказателен съд, когато той през 2009 г. издаде заповед за арест на ал-Башир за военни престъпления и престъпления срещу човечеството в Дарфур. В отговор на това, Судан подкрепи ядрената програма на Иран.
Иран обяви заповедта за арест на ал-Башир като „несправедлива и издадена по политически причини“. През март 2009 г., говорителят на Меджлис Иран Али Лариджани бе на официално посещение в Судан, по време на което се срещна с ал-Башир и изрази подкрепата си.
Освен това, през 2008 г., предшественикът на Лариджани, бившият говорител на Меджлис д-р Голам-Али Хадад-Адел, посети Судан и също така заяви, че Иран подкрепя ал-Башир и неговите действия в Дарфур. В отговор на това, лидерът на суданското Движение за справедливост и равенство Махмуд A. Сюлейман заяви, че „иранската подкрепа на действията на хартумския режим в Дарфур, стимулира геноцида в Дарфур и ще повлече след себе си още повече загуби сред гражданското население, и ще доведе до катастрофа“.
31 август 1907 г. – Споразумение между Русия и Великобритания за разделяне на Иран на сфери на влияние състояло се в Санкт Петербург с посредничеството на Франция. Северната част на Иран – под руско влияние, а южната под английско. Между тях се създава буферна зона;

23 юни 1908 г.– Русия бомбардира Иран, подкрепяйки шах Мохаммад Али срещу Движението за конституционна монархия;

14 април 1909 г.– създадена британско-персийски петролна компания от Уилям Дарси. Поради недоволство от страна на Русия подчинените на нея провинции са изключени от споразумението;

3 февруари 1911 г.– убит Мортеза Голикхан – глава на иранския парламент;

6 февруари 1913 г.– Иранското правителство приема да даде на концесия иранските железници в замяна на заем от Русия. След три дни е подписано споразумение и с британска компания;

20 май 1914 г.– Британските военноморски сили купуват мажоритарен дял от британско-персийската петролна компания;

26 февруари 1921 г.– приятелско споразумение с Русия. 

20 декември 1923 г.– споразумение с американската компания Синклер за даване на изключителни права на ползване на петролните находища на 4 северни провинции;

26 октомври 1923 г.– шах Ахмад, последния шах от династията Каджар, е изпратен в изгнание;

25 април 1926 г.– на власт идва Реза Шах Пахлави и започва модернизацията на Иран;

22 април 1926 г.– подписано приятелско споразумение за сигурност между Иран и Турция. 

22 март 1935 г. – официално Персия е преименувана в Иран;

16 февруари 1936 г.– дипломатическите връзки между Иран и САЩ са прекъснати поради задържането на ирански дипломат в САЩ;

4 февруари 1937 г.– подновени са връзките с американските петролни компании;

8 юли 1937 г.– подписано е споразумението от Саадабад между Иран от една страна и Турция, Ирак и Афганистан от друга. С него се цели да се предотвратят опити от страна на Иран да присъедини Афганистан и териториите на изток от река Тигър. 

29 декември 1937 г.– Иран е замесен в международен скандал заради опиума. Страната е обвинена, че продава опиум на Япония, която го препродава на Китай.

1 февруари 1940 г.– военният министър на Иран предлага на Великобритания тайно споразумение, което насочено срещу Русия. Великобритания отказва;

3 март 1940 г.– Великобритания отказва да продаде на Иран самолети;

8 юли 1941 г.– Иран обявява неутралитет във Втората световна война;

25 август 1941 г.– Великобритания и СССР навлизат в Иран, за да осигурят т.нар. „персийски коридор“. Това се налага поради сближаването между шах Пахлави и Хитлер. Шахът е принуден да абдикира.

16 септември 1941 г. – Синът на Реза Пахлави Мохамед става шах на Иран. Неговата външна политика е насочена към утвърждаването на Иран като регионален лидер. Същият ден, под влияние на Великобритания и СССР, Иран прекъсва връзките си с България, Румъния, Италия и Унгария.

29 януари 1942 г.– подписан е договор за съюз между СССР, Великобритания и Иран.

26 май 1942 г.– договор с Великобритания за изпращане на помощи за Иран.

27 септември 1942 г.– САЩ изпраща военни отряди в Иран в подкрепа на британските отряди в Персийския залив;

23 януари 1943 г.– СССР принуждава Иран да подпише споразумение, което предвижда иранските военни заводи да произвеждат оръжия за Червената армия;

9 август 1943 г.– Иран обявява война на Германия, подтикната от Великобритания и СССР;

13 април 1943 г.– Иран скъсва дипломатическите си връзки с Япония;

14 септември 1943 г.– Иран става членка на Обществото на народите;

28 ноември – 1 декември 1943 г.  – среща между Сталин, Чърчил и Рузвелт в Техеран. Завършва с декларация, след като СССР се присъединява към атлантическата формулировка на Рузвелт от конференцията в Казабланка за „безусловна капитулация“;

19 януари 1944 г. – Иран прекъсва дипломатическите си отношения със Саудитска Арабия заради скандал с ирански гражданин;

10 февруари 1944 г. – Иран и САЩ се договарят да открият дипломатически мисии;

9 октомври 1944 г. – отношенията между Иран и СССР стават напрегнати заради концесиите на петролните находища;
19 май 1945 г.– Иран иска от СССР, САЩ и Великобритания да оттеглят отрядите си от нейната територия;

1951 г.  – Парламентът, под контрола на Мосадех национализира добива на петрол. Великобритания налага ембарго върху износа.

19 август 1953 г. – Операция „Аякс“. Мосадех е арестуван с помощта на тайните служби на САЩ. Това затвърждава режима на Мохамед Реза Пахлави, който става все по-автократичен.

1957 г. – САЩ и Иран подписват споразумение за ядрено сътрудничество, като част от американската програма за мир; 

 1958 г. – Иран става членка на МААЕ;

 септември 1960 г. – Иран участва в създаването на ОПЕК (Организацията на страните износителки на петрол);

11 февруари 1961 г. – Службите на САЩ предоставят ядрени оръжия на Иран 

септември 1961 г. – Иран се присъединява към Движението на необвързаните;

1963 г. – Шахът на Иран започва социални, икономически и политически реформи, станали известни под името ”Бялата революция“. Промените дават повече свободи на жените и засилват позициите на светското образование за сметка на религиозното.;

1964 г. – Хомейни е заточен в Турция. Причината е денонсирането на статута на военните части, имунитет даден на американски военни служители за престъпления, извършени на иранска територия.

1 юли 1968 г. – Договор за спиране разпространението на ядрени оръжия (ДНЯО)

25 септември 1969 г. – Иран е приет в Организацията на Ислямската конференция

1975 г. – Отменена е многопартийната система – Бяла Революция

септември 1978 г. – Управлението на Мохамед Реза Пахлави предизвиква вълна от бунтове и актове на насилие.

януари 1979 г. – Ислямска революция: началото на Ислямска Република Иран (провъзгласена на 1 април 1979 г.);

октомври – ноември 1979 г. – САЩ дава възможност на Шаха да влезе в страната, за да се лекува от рак. На 4 ноември войнствени студенти завземат посолството на САЩ в Техеран. Искат САЩ да върне владетеля обратно в Иран.

януари 1980 г.  – Аболхасан Банисадр е избран за първия президент на Ислямска република Иран.

април 1980 – Джими Картър скъсва дипломатическите отношения с Иран, след като преговорите, за освобождаване на заложниците се провалят. Той разрешава топ секретна мисия, наречена операция "Орлов нокът”

22 септември 1980 г.  – Ирано-иракска война: борба за надмощие в персийския залив. Иракската инвазия е успешна, но след 1982 Иран възвръща териториите си.

1981  – Заложниците са освободени, Али Хаменеи става президент. След интензивни преговори, останалите заложници са освободени, минути след като Рейгън полага клетва като президент на САЩ (януари).

1982 – Израел нахлува в Ливан, за да накара Иран да разположи своята Ислямската Революционна гвардия в долината Бекаа;

1985 г.  – Иран създава Организация за икономическо сътрудничество на страните от Централно-Азиатския регион;

3 юли 1988 г.  – Крайцерът USS Vincennes на американските ВМС по погрешка сваля ирански пътнически самолет в Персийския залив, загиват всичките 290 души на борда

20 август 1988 г.  – Мирен договор между Иран и Ирак, според който се възстановява довоенната граница

февруари 1989 г.  – Хомейни издава религиозен указ, подканващ мюсюлманите да убият писателя Салман Рушди, заради написаната от него книга – „„Сатанински строфи“;

3 юни 1989 г.  – Умира Хомейни. На негово място е избран аятолах Али Хаменеи. Няколко месеца по-късно Али Рафсанджани е избран за президент.

юли 1989 г.  – Иранския президент Рафсанджани подписва Пакт за мирното използване на ядрени материали и свързаното с тях оборудване

август 1990 г.  – Иран запазва неутралност по отношение на иракската инвазия на Кувейт;

септември 1990 г.  – Иран и Ирак възстановяват дипломатически отношения 

1990 – 1991 г.  – Войната в Персийския залив 

1993 – Иран иска от Русия тежка вода за реакторите

19 декември 1993 г.  – Руският посланик в Иран – Сергей Третяков потвърждава, че Русия ще помогне на Иран да завърши ядрен реактор в гр. Бушер

1993 г.  – Рафсанджани отново е избран за президент

8 септември 1995 г.  – САЩ налагат санкции на Иран: тотално търговско и енергийно ембарго, заради съмнения в спонсориране на „тероризъм“

15 юни 1997 г.  – Създава се Ислямската осморка (D8 – developing 8), която е организация на икономически развиващите се бързо ислямски държави, в която Иран е членка;

2 август 1997 г.  – За президент е избран Мохаммад Хатами, защитник на свободата на словото.

8 август 1998 г.  – Иран изпраща военни части на границата с Афганистан, след като талибани признават за отвличането на ирански дипломати.

2000 г.  – Нараства взаимодействието на Иран с Индия в общоазиатски и регионален мащаб.

януари 2000 г.  – Тристранно споразумение между Иран, Индия и Русия за развитие на коридора „Север–Юг“ за превоз на стоки, петрол и газ.

18 март 2000 г.  – Американския държавен секретар обявява, че САЩ ще вдигне някои от икономическите санкции, наложени на Иран;

април 2001 г.  – Саудитска Арабия и Иран подписват споразумение за сигурност

октомври 2001 г.  – Иран и Русия подписват военно съгласие;

26 октомври 2001 г.  – Иран подкрепя САЩ във войната с талибаните;

ноември 2001 г.  – Държавния секретар на САЩ Колин Пауъл и иранския външен министър Камал Карази си стискат ръце, когато външните министри от Русия, САЩ, Афганистан са на среща за обсъждане на пост-талибански правителство.

януари 2002 г.  – Американският президент Джордж Уокър Буш определя Ирак, Иран и Северна Корея като „Ос на злото“

12 декември 2002 г.  – Европейският съюз стартира преговори по Споразумението за Търговия и Сътрудничество с Иран.

8 септември 2003 г.  – Международната агенция за атомна енергия към ООН предупреждава за санкции, поради появилите се съмнения за производство на ядрени оръжия.

ноември 2003 г.  – Иран прекратява процеса по обогатяване на уран. Инспекторите на Международната агенция за атомна енергия не откриват доказателства за производство на оръжия.

6 август 2005 г.  – Махмуд Ахмадинеджад е избран за президент, побеждавайки предшественика си Рафсанджани

януари 2006 г.  – Иран продължава ядрената си програма, като по този начин нарушава договорите към Международната агенция за атомна енергия.

11 – 12 декември 2006 г.  – в Техеран се провежда под патронажа на президента Махмуд Ахмадинеджад Международна конференция „Обзор на Холокоста: Глобален поглед“.

23 декември 2006 г.  – Съвета за Сигурност на ООН налага санкции на Иран за неспазване (резолюция #1737), касаеща ядрената програма.

24 март 2007 г.  – Съвета за сигурност приема резолюция #1747, с която се утвърждава решението да се забрани на Иран да изнася оръжие;

2007 г.  – Наложени са нови санкции на Иран (от САЩ), поради съмнения във финансиране на тероризъм и неяснотата около ядрената програма

4 февруари 2008 г.  – Иран навлиза в космическата надпревара, изстрелвайки прървия си космически изследователски център; 

март 2008 г.  – Ахмадинеджад прави изненадващо посещение в Ирак и иска оттеглянето на чуждите военни части

март 2009 г.  – Американският президент Барак Обама отправя апел към Иран, предлагайки ново начало на дипломатическите ангажименти;

април 2009 г.  – Иран става партньор на Организацията за Черноморско икономическо сътрудничество;

12 юни 2009 г.  – Махмуд Ахмадинеджад е преизбран за президент; 